# (1691) Oort
Pour les articles homonymes, voir Oort.
(1691) Oort (1956 RB) est un astéroïde de la ceinture principale découvert le 9 septembre 1956 par Karl Wilhelm Reinmuth et Ingrid van Houten-Groeneveld. Il est nommé en l'honneur de l'astronome néerlandais Jan Oort.

## Caractéristiques
Sa distance minimale d'intersection de l'orbite terrestre est de 1,635520 ua.